# Eugorgia nobilis
Eugorgia nobilis is een zachte koraalsoort uit de familie Gorgoniidae. De koraalsoort komt uit het geslacht Eugorgia. Eugorgia nobilis werd in 1868 voor het eerst wetenschappelijk beschreven door Verrill. 